# Vapenrock m/1875

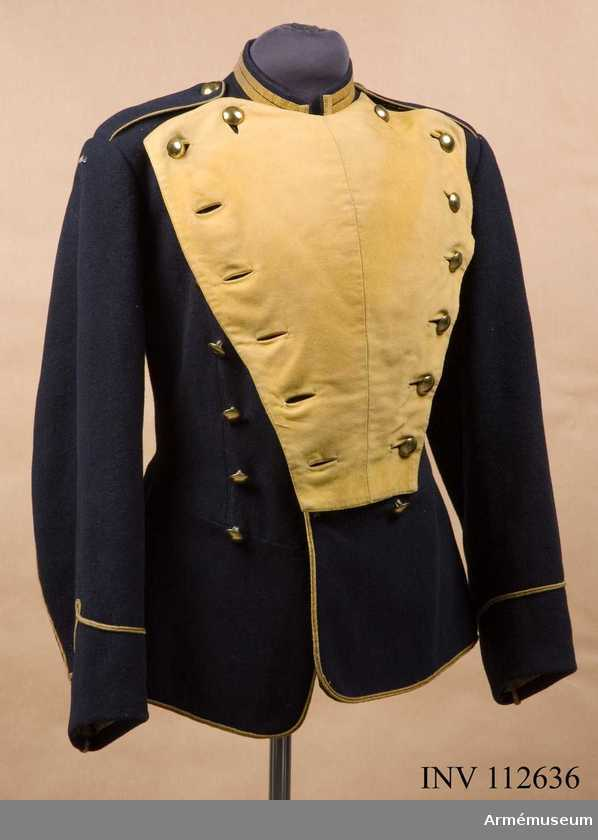
Vapenrock m/1875 för manskap vid Skånska dragonregementet (K 6), med gul rabatt som användes vid parad.

Vapenrock m/1875 var en vapenrock som användes inom försvarsmakten (dåvarande krigsmakten).

## Utseende
Denna vapenrock är av mörkblått kläde och har två knapprader om åtta knappar vardera samt är försedd med en ståndkrage. Kragen samt ärmuppslagen är försedda med ett knapphål med en silver- respektive vitt galon. På axelklaffarna bars dels regementets nummer (2 eller 6) och dels en knapp.

## Användning
Denna uniform bars av Livregementets dragoner (K 2) och Skånska dragonregementet (K 6). Den ersattes med vapenrock m/1895 och är av samma modell som de för Livgardet till häst (K 1) och Jämtlands hästjägarkår (K 8) framtagna vapenrockarna m/1852 respektive m/1856. 